# Darrockeartade rockor
Darrockeartade rockor (Torpediniformes) är en fiskordning som tillhör överordningen rockor.
Arterna har en nästan cirkelrund skiva och elektriska organ som ligger nära bröstfenorna. Kroppen har inga taggar eller andra utskott. De nämnda organen skapar elektriska stötar med 20 till 200 volt och används för att bedöva byten eller som försvar mot fiender. De liknar en njure i formen och finns vid bröstfenorna. Samma förmåga med mindre elektrisk styrka finns hos några egentliga rockor. Familjen darrockor (Torpedinidae) är den enda som når norra Atlanten och Medelhavet. Arterna har en oval skiva och en tjock svans. På bakkroppen finns ingen eller upp till två ryggfenor. Den enda arten som saknar en stjärtfena är Hypnos monopterygius. Djurgruppens medlemmar saknar taggar eller liknande utskott. Färgen på skivans ovansida varierar mellan svartaktig, grå eller ljusare. Några arter har tydliga mönster som linjer, fläckar eller punkter. I ordningen finns flera arter som har nästan samma utseende. De kan endast skiljas med hjälp av genetiska undersökningar.
Arten lever i havet och besöker ibland bräckt vatten. De flesta hittas nära kusterna och ett fåtal når djupa regioner. Grunden utgörs oftast av sand eller slam.
Några exemplar hamnar som bifångst i fiskenät. De används sällan som matfiskar på grund det veka köttet.
Ordningen omfattar totalt fem familjer enligt nedan. 
- Fläktrockor (Platyrhinidae)[4]
- Darrockor (Torpedinidae)[4]
- Bedövningsrockor (Narcinidae)[4]
- Hypnosrockor (Hypnidae) [4]
- Narkosrockor (Narkidae) [4]